# سكر الجلاسي
سكر الجلاسي هو عبارة عن كريمة السكر التي تستعمل في تلميع وجه الجاتوه، لذلك سميت سكر جلاسي (glassy ) من اللمعان الذي يكتسبه المنظر الخارجي للجاتوه و الذي يشبه الزجاج.
وتكون سهلة وسريعة التحضير حيث تتكون من السكر و بياض البيض فقط.

## طريقة التحضير
يضرب 200 جرام من السكر البودرة مع بياض بيضة واحدة و بضعة نقاط من عصير الليمون بالمضرب الكهربائي حتى يتحول إلى كريمة بيضاء، ثم تفرد الكريمة على الجاتوه وهو بارد لتلميعه ثم يوضع الجاتوه في الفرن الدافيء حتى تجف كريمة السكر ويصبح لونها أبيض غير شفاف.